# Werrington (Staffordshire)
Werrington – wieś w Anglii, w hrabstwie Staffordshire, w dystrykcie Staffordshire Moorlands. Leży 25 km na północ od miasta Stafford i 215 km na północny zachód od Londynu.